# تیتتری
تیتتری (به عربی: التیطری) یک منطقه تاریخی در الجزایر است که در Médéa Province, Algeria واقع شده‌است. تیتتری ۱٬۴۸۵ متر بالاتر از سطح دریا واقع شده‌است.